# Mikazuki (tàu khu trục Nhật) (1926)
Mikazuki (tiếng Nhật: 三日月) là một tàu khu trục hạng nhất thuộc lớp Mutsuki của Hải quân Đế quốc Nhật Bản, bao gồm mười hai chiếc được chế tạo sau Chiến tranh Thế giới thứ nhất. Được xem là tiên tiến vào lúc đó, những con tàu này đã phục vụ như những tàu khu trục hàng đầu của Nhật trong những năm 1930, nhưng được xem là đã lạc hậu vào lúc Chiến tranh Thái Bình Dương nổ ra; dù sao lớp Mutsuki vẫn được giữ lại ở tuyến đầu nhờ tầm xa hoạt động và kiểu ngư lôi mạnh mẽ mà chúng được trang bị. Mikazuki đã tham gia nhiều hoạt động trong cuộc chiến cho đến khi bị máy bay ném bom Mỹ đánh chìm ngày 28 tháng 7 năm 1943 tại Tuluvu thuộc New Britain.

## Thiết kế và chế tạo
Việc chế tạo lớp tàu khu trục Mutsuki được chấp thuận như một phần của chương trình phát triển Hải quân Đế quốc Nhật Bản sau khi Hiệp ước Hải quân Washington có hiệu lực, và chúng được đặt hàng trong năm tài chính 1923. Lớp tàu này là một phiên bản nối tiếp và cải biến dựa trên các lớp tàu khu trục lớp Minekaze và Kamikaze trước đó, vốn chia sẻ nhiều đặc tính thiết kế chung. Mikazuki được đặt lườn tại Xưởng hải quân Sasebo vào ngày 21 tháng 8 năm 1925, được hạ thủy vào ngày 12 tháng 7 năm 1926 và được đưa ra hoạt động vào ngày 5 tháng 5 năm 1927. Thoạt tiên chỉ được gọi đơn giản là "Tàu khu trục số 32" (第三十二号駆逐艦, Dai-32-Gō Kuchikukan), nó được đổi tên thành Mikazuki vào ngày 1 tháng 8 năm 1928.

## Lịch sử hoạt động
Vào cuối những năm 1930, Mikazuki tham gia các hoạt động trong cuộc Chiến tranh Trung-Nhật, hỗ trợ những cuộc đổ bộ lực lượng Nhật Bản lên khu vực Trung và Nam Trung Quốc.
Vào lúc xảy ra cuộc tấn công Trân Châu Cảng, Mikazuki thuộc Hàng không chiến đội 3 trực thuộc Hạm đội 1, đặt căn cứ tại vùng biển nội địa Nhật Bản, đảm trách việc hộ tống các tàu sân bay Hōshō và Zuihō.
Trong trận Midway vào ngày 4-5 tháng 6 năm 1942, Mikazuki lên đường như là tàu hộ tống cho chiếc tàu sân bay Zuihō trong thành phần lực lượng chiếm đóng dưới quyền Đô đốc Nobutake Kondō, và do đó đã không tham gia chiến đấu trực tiếp trong trận này. Sau đó, Mikazuki được phân về Hạm đội Khu vực Tây Nam.
Từ tháng 7 năm 1942 đến tháng 3 năm 1943, Mikazuki hộ tống các đoàn tàu vận tải đi lại giữa Moji, Kyūshū và Đài Loan. Từ cuối tháng 3 đến ngày 10 tháng 6 năm 1943, Mikazuki trải qua một đợt tái trang bị tại Xưởng hải quân Sasebo, rồi sau đó được bố trí về Đội Khu trục 3 của Hải đội Khu trục 30 trực thuộc Hạm đội 8 đặt căn cứ tại Rabaul.
Từ cuối tháng 6 đến tháng 7 năm 1943, Mikazuki được sử dụng chủ yếu như một tàu vận tải tốc độ cao "Tốc hành Tokyo" để vận chuyển binh lính và tiếp liệu đến Kolombangara. Nó đã tham gia trận chiến vịnh Kula vào ngày 5-6 tháng 7 trong đó nó đã cho đổ bộ một đơn vị của Lực lượng Đổ bộ Đặc biệt Hải quân dưới hỏa lực đối phương. Mikazuki cũng đã tham gia hỗ trợ trong trận Kolombangara vào ngày 12 tháng 7.
Vào ngày 27 tháng 7 năm 1943, Mikazuki bị mắc cạn vào một dãi san hô ngầm trong khi đang làm nhiệm vụ vận chuyển binh lính tại Tuluvu thuộc New Britain, ở tọa độ 5°27′N 148°25′Đ / 5,45°N 148,417°Đ. Sáng hôm sau, nó bị máy bay ném bom B-25 Mitchell thuộc Không lực Lục quân Hoa Kỳ tấn công và phá hủy, làm thiệt mạng tám thành viên thủy thủ đoàn.
Mikazuki được rút khỏi danh sách Đăng bạ Hải quân vào ngày 15 tháng 10 năm 1943.

## Danh sách thuyền trưởng
- Trung tá Eitaro Ichinose (sĩ quan trang bị trưởng): 1 tháng 12 năm 1926 - 7 tháng 5 năm 1927
- Trung tá Eitaro Ichinose: 7 tháng 5 năm 1927 - 1 tháng 12 năm 1927
- Trung tá Junichi Hamanaka: 1 tháng 12 năm 1927 - 7 tháng 5 năm 1928
- Trung tá Yuzo Ishido: 7 tháng 5 năm 1928 - 10 tháng 12 năm 1928
- Trung tá Yoshizo Nakamaruo: 10 tháng 12 năm 1928 - 1 tháng 11 năm 1929
- Thiếu tá Shoji Nishimura: 1 tháng 11 năm 1929 - 15 tháng 11 năm 1930; thăng Trung tá 30 tháng 11 năm 1929
- Thiếu tá Keizaburo Okano: 15 tháng 11 năm 1930 - 8 tháng 1 năm 1931
- Thiếu tá Toshimi Sato: 8 tháng 1 năm 1931 - 1 tháng 12 năm 1931
- Thiếu tá Keizaburo Okano: 1 tháng 12 năm 1931 - 15 tháng 11 năm 1933
- Thiếu tá Katsukiyo Shinoda: 15 tháng 11 năm 1933 - 15 tháng 11 năm 1934; thăng Trung tá
- Thiếu tá Kaname Konishi: 15 tháng 11 năm 1934 - 15 tháng 11 năm 1935; thăng Trung tá
- Thiếu tá Kunizo Kanaoka: 15 tháng 11 năm 1935 - 15 tháng 1 năm 1936
- Thiếu tá Shoichi Taguchi: 15 tháng 1 năm 1936 - 20 tháng 5 năm 1937
- Thiếu tá Ichitaro Oshima: 20 tháng 5 năm 1937 - 1 tháng 12 năm 1938
- Thiếu tá Koji Takehiro: 1 tháng 12 năm 1938 - 24 tháng 6 năm 1939
- Thiếu tá Koushichi Sugioka: 24 tháng 6 năm 1939 - 10 tháng 10 năm 1939
- Thiếu tá Nagahide Sugitani: 10 tháng 10 năm 1939 - 6 tháng 1 năm 1940
- Thiếu tá Kon Shima: 6 tháng 1 năm 1940 - 15 tháng 11 năm 1940
- Thiếu tá Tsuneo Sakamoto: 15 tháng 11 năm 1940 - 20 tháng 8 năm 1941
- Thiếu tá Saneho Maeda: 20 tháng 8 năm 1941 - 5 tháng 8 năm 1942
- Đại úy Nitaro Yamazaki: 5 tháng 8 năm 1942 - 28 tháng 7 năm 1943